# Cattleya jenmanii
Cattleya jenmanii là một loài thực vật có hoa trong họ Lan. Loài này được Rolfe mô tả khoa học đầu tiên năm 1906.

## Hình ảnh

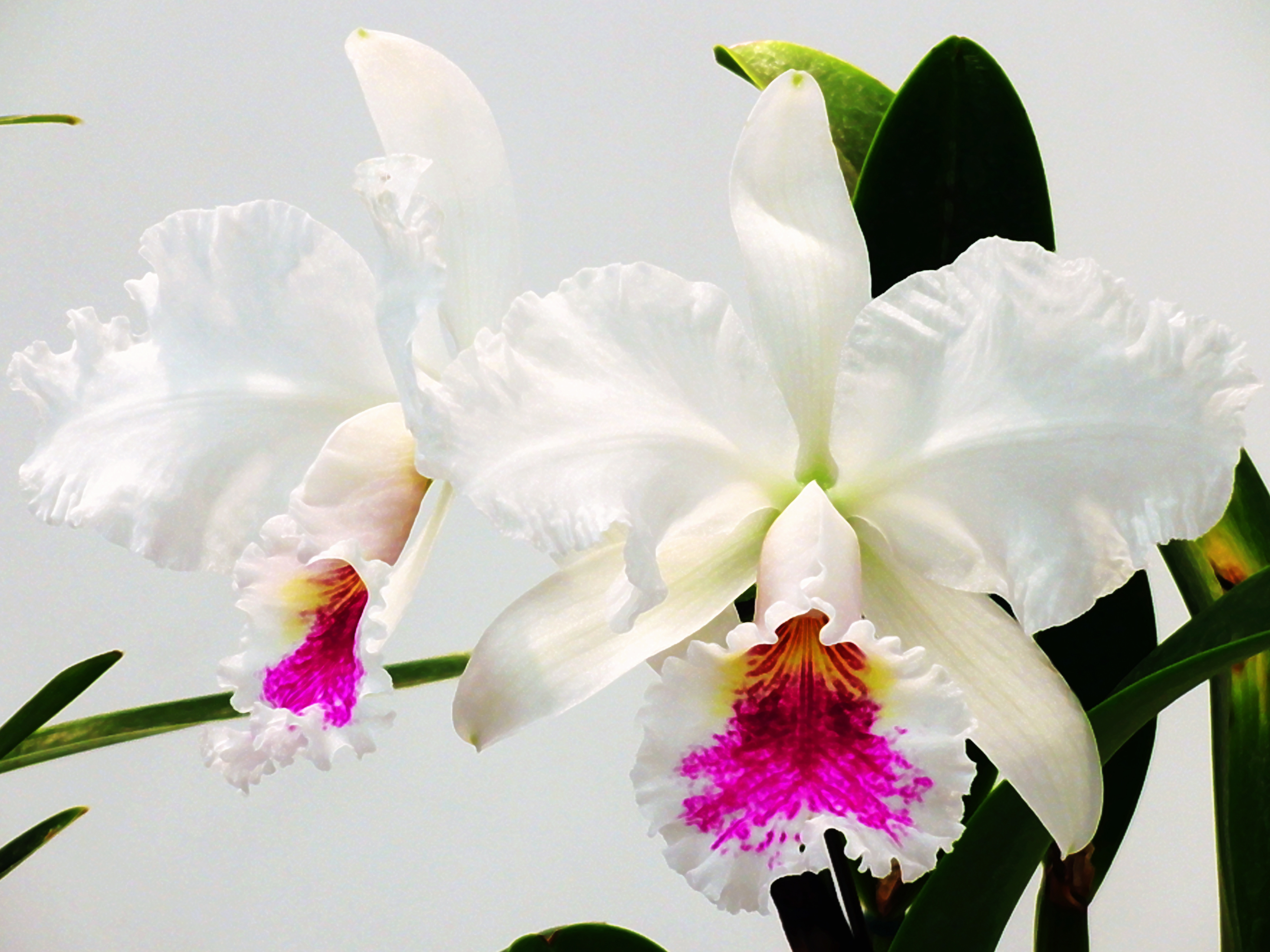
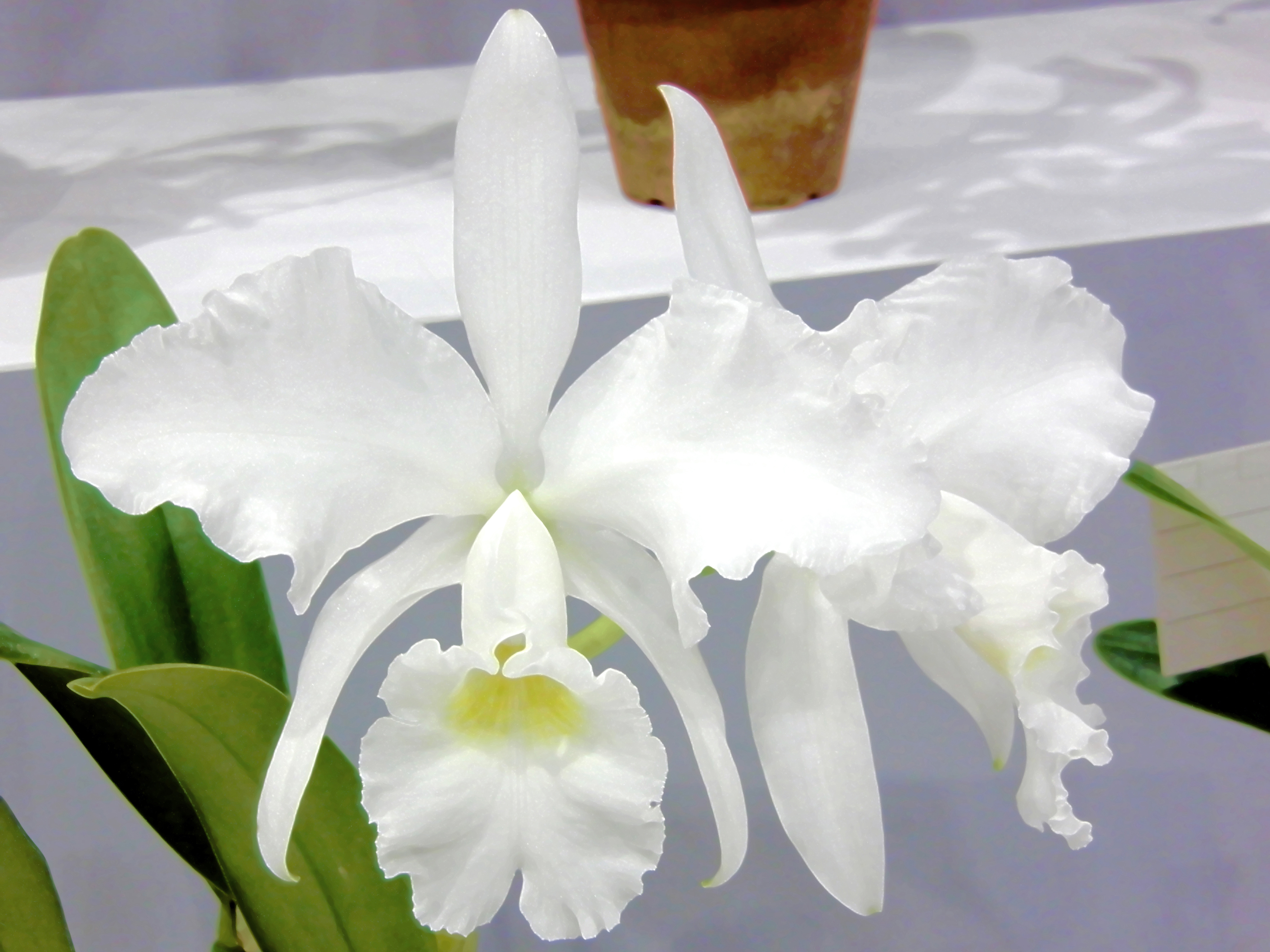